# Brunej
Brunej, službeno Brunej Darussalam (arapski Brunej, dom mira) je država u jugoistočnoj Aziji. Nalazi se na sjeveru otoka Borneo, na obali Južnog kineskog mora. Na kopnu graniči s Malezijom. 
Od 1959. godine Brunej je parlamentarna monarhija, ali zapravo sultan ima veće zakonodavne i izvršne vlasti, pa Brunej možemo zvati apsolutističkom monarhijom. 
Proizvodnja nafte i plina glavna je gospodarska aktivnost Bruneja. BDP po glavi stanovnika je značajno viši od prosjeka regije, ali gospodarstvo Bruneja osjetljivo je na fluktuacije na svjetskom tržištu nafte. Također, Brunej je važna trgovačka postaja.

## Povijest
Povijest Bruneja prije dolaska Europljana je slabo poznata. Na otoku Borneu je u 7. st. postojala država Vijayapura koja je bila vazalna država moćne države Srivijaya na Sumatri i Malajskom poluotoku. Od 10. st. je postojala država Po-ni koja je u 14. st. vazalna država s državom Majapahit na otoku Javi. U to doba je na Borneu bio raširen hinduizam. U 15. st. jak utjecaj na Borneu ima islamsko kraljevstvo Malacca na Malajskom poluotoku odakle se na Borneu širi islam.
Godine 1363. je Muhamed Shah osnovao sultanat Brunej i postao prvi sultan. U 15. st. je sultanat ojačao, te je imao sjever Bornea i otočje Sulu. Početkom 16. st. su Portugalci zauzeli Malaccu i stvorili trgovačko uporište. Brunej je bio značajna trgovačka sila između Kine, Indonezijskih otoka bogatim začinima i Portugalaca u Malacci. U to doba je vladao sultan Bolkiah čija vladavina se smatra zlatnim dobom Bruneja. 1521. su članovi Magellanove ekspedicije bili prvi Europljani koji su posjetili Brunej i opisali njegovo bogatstvo. Brunej je došao u sukob sa Španjolcima koji su širili svoj kolonijalni posjed na Filipinima. Godine 1578. Španjolci su zauzeli i razorili glavni grad Bruneja i tamo vladali 72 dana, ali su ipak protjerani unatoč slabijoj snazi Bruneja. Nakon toga je opala gospodarska moć Bruneja.
U 19. st. jača britanski kolonijalni utjecaj. Godine 1839. izbila je pobuna u teritoriju Sarawak. Britanci su u početku pomogli sultanu protiv pobunjenika, ali su zauzvrat dobili kontrolu nad Sarawakom koji je 1843. proglasio nezavisnost pod britanskom upravom. Britanci su 1846. napali Brunej i postigli povoljan trgovački sporazum. Godine 1888. sultan Hashim Jalilul Alam Aqamaddin sklopio je sporazum s Britancima kojim Brunej postaje britanski protektorat s unutrašnjom samoupravom.
Godine 1929. otkrivena je nafta. Tijekom drugoga svjetskog rata je Brunej bio pod japanskom okupacijom. Godine 1959. donesen je ustav koji Bruneju daje široku autonomiju. Godine 1963. susjedne britanske kolonije na Borneu, Sabah i Sarawak, postale su dio nezavisne Malezije. U Bruneju se pojavio pokret koji je tražio priključenje Maleziji, ali je sultan to odbio i najavio da će od Britanaca tražiti punu nezavisnost. To je postignuto tek 1984. kad je Brunej postao nezavisna država, ali je ostao unutar Commonwealtha.

## Oblik vlasti
Brunej je apsolutna monarhija u kojoj sultan ima svu vlast. Postoji Zakonodavno vijeće od 20 članova koje ima savjetodavni karakter, ali sve zakone donosi sultan. Sultan je istovremeno šef države i predsjednik vlade. Trenutačni sultan, Paduka Seri Baginda Sultan Haji Hassanal Bolkiah Mu'izzaddin Waddaulah (skraćeno Hassanal Bolkiah), vlada od 1967. i smatra se najbogatijim vladarom i jednim od najbogatijih ljudi na svijetu.

## Zemljopis
Brunej je mala država smještena na sjeveru otoka Bornea koji je podijeljen između 3 države (Indonezije, Malezije i Bruneja). Teritorijem Malezije je podijeljen na dva dijela (Istočni okrug Bruneja, Temburong, je eksklava odvojena od 3 okruga koji čine ostatak zemlje). Izlazi na Južno kinesko more. Brunej smatra dijelom svog teritorija otočje Spratly oko kojeg se još spore Kina, Tajvan, Malezija, Filipini i Vijetnam.
Uz obalu je močvarna nizina koja se prema unutrašnjosti lagano izdiže. Najviši vrh je 1850 m visok Bukit Pagon na istoku.
Klima u zemlji je ekvatorska, a obilježavaju je visoke temperature i obilje padalina cijele godine. 85% površine prekriva tropska kišna šuma. Uz obalu rastu mangrove.

## Stanovništvo
Većinu stanovništva čine Malajci islamske vjere. Postoji i mnogo Kineza koji su većinom budisti. Postoje i pripadnici tradicionalnih etničkih skupina. Visok je prirodni priraštaj i porast broja stanovnika. Većina stanovništva živi uz more, posebno oko glavnog grada, dok je prašumska unutrašnjost slabo naseljena.

## Gospodarstvo
Brunej spada među godspodarski najrazvijenije države svijeta. Prema izvještaju MMF-a je po bruto društvenom proizvodu po stanovniku na petom mjestu u svijetu (50 000 dolara po stanovniku). Veliko bogatstvo države se temelji na proizvodnji nafte i prirodnog plina.

## Vanjske poveznice
Sestrinski projekti
|  | Zajednički poslužitelj ima stranicu o temi Brunej    |
|  | Zajednički poslužitelj ima još gradiva o temi Brunej |
|  | Wječnik ima rječničku natuknicu Brunej               |